# Max Schobert

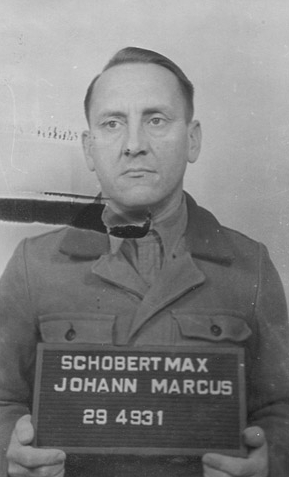
Max Schobert im April 1947

Max Johann Markus Schobert (* 25. Dezember 1904 in Würzburg; † 19. November 1948 im Kriegsverbrechergefängnis Landsberg) war ein deutscher SS-Sturmbannführer und erster Schutzhaftlagerführer im KZ Buchenwald.

## Leben
Schobert, Sohn eines Bürodieners, war ab 1919 als Schlosser im Maschinenbau tätig. Zwischen 1925 und 1927 besuchte er die Maschinenbauschule in Würzburg und war danach bis 1934 als Maschinist tätig mit Zeiten der Arbeitslosigkeit. Schobert trat 1932 der NSDAP (Mitgliedsnummer 317.486) und SS (Mitgliedsnummer 3.531) bei. Nach seinem Wechsel zu den SS-Totenkopfverbänden gehörte er von 1934 bis 1938 zur Lagermannschaft des KZ Dachau und war dort als Blockführer sowie als Kommandoführer der Effektenkammer eingesetzt. Anschließend war er bis Ende 1939 im KZ Flossenbürg tätig, wo er das Arbeitskommando Barackenbau leitete.
Von Januar 1940 bis zum 11. April 1945 fungierte Schobert zunächst als zweiter und ab 1942 als erster Schutzhaftlagerführer und stellvertretender Lagerkommandant im KZ Buchenwald. Dort war Schobert hauptverantwortlich für die Exekutionen des Kommando 99 im Pferdestall; mindestens 300 Exekutionen soll er persönlich beigewohnt haben. Nach der Teilevakuierung des KZ Buchenwald wurde Schobert gegen Kriegsende am 23. April 1945 noch kurzzeitig als erster Schutzhaftlagerführer im KZ Dachau eingesetzt und löste auf diesem Posten Friedrich Wilhelm Ruppert ab.
Noch Ende April 1945 flüchtete Schobert nach Österreich und wurde bereits im Mai 1945 durch Angehörige der US-Army verhaftet. Zusammen mit Hans-Theodor Schmidt, Hans Merbach, Albert Schwartz, August Bender und Otto Barnewald, die ebenfalls zum Lagerpersonal des KZ Buchenwald gehörten, wurde Schobert in dem US-amerikanischen Kriegsgefangenenlager Bad Aibling interniert.
Im Rahmen der Dachauer Prozesse wurde Schobert im  Buchenwald-Hauptprozess mit 30 weiteren Beschuldigten angeklagt.  Schobert wurde beschuldigt, alliierte Gefangene misshandelt und getötet zu haben. Zeugenaussagen belasteten Schobert schwer, so soll er seinen Hund auf Häftlinge gehetzt und Häftlinge mit seiner Peitsche geschlagen haben. Am 14. August 1947 wurde Schobert zum Tode durch den Strang verurteilt. Schobert wurde, trotz mehrerer Gnadengesuche,  am 19. November 1948 in dem Kriegsverbrechergefängnis Landsberg hingerichtet.